# Consell de la Informació de Catalunya
El Consell de la Informació de Catalunya (CIC) és una entitat que representa la voluntat del Col·legi de Periodistes de Catalunya (CPC) i que vetlla pel compliment del Codi Deontològic professional de Catalunya. Aquesta entitat va ser creada el 1997 pel CPC i es va constituir com a fundació el 1999.
El CIC està format per periodistes i experts en diferents àmbits, i es dedica a vetllar pel compliment dels principis i criteris d’ètica professional del periodisme continguts en el Codi Deontològic. A més, el CIC també es dedica a l’estudi de temes d’actualitat, com ara l’ús de la intel·ligència artificial a les redaccions.
El CIC ha mostrat el seu compromís amb la defensa de la funció social dels mitjans de comunicació i ha considerat legítim i necessari que aquests rebin ajudes públiques. No obstant això, l’entitat considera que la concessió de diners públics no es pot basar en criteris sense transparència, partidistes o que responguin a interessos que no tenen res a veure amb el periodisme. En aquest sentit, el CIC defensa que el repartiment d’aquestes ajudes es faci tenint en compte criteris basats en el servei a la societat, i no en l’audiència a qualsevol preu.
Ha mostrat preocupació quan s'han produït declaracions que desqualifiquen la labor dels periodistes i considera que aquestes pràctiques només condueixen a la desinformació. L’entitat està disposada a estudiar i resoldre qualsevol conflicte d’aquesta naturalesa, però rebutja sense matisos les desqualificacions sense arguments.